# Shirakawa Tennō
Shirakawa Tennō (白河天皇?) (7 de julio de 1053-24 de agosto de 1129) fue el 72.º emperador de Japón, según el orden tradicional de sucesión. Reinó entre el 18 de enero de 1087 y el 5 de enero de 1107. Antes de ser ascendido al Trono de Crisantemo, su nombre personal (imina) era Príncipe Imperial Sadahito (貞仁親王 Taruhito-shinnō?).

## Genealogía
Shirakawa Tennō fue el hijo mayor de Go-Sanjō Tennō.

### Hijos
- Príncipe Imperial Atsufumi (敦文親王) (1074-1077)
- Príncipe Imperial y Monje Kakugyō (覚行法親王) (1075-1105) (monje budista)
- Princesa Imperial ?? (媞子内親王), Emperatriz Viuda Ikuyoshi (郁芳門院) (1076-1096)
- Princesa Imperial ?? (善子内親王) (1076-1131), Rokkaku saigū (Princesa Imperial sirviente del Gran Santuario de Ise)
- Princesa Imperial ?? (令子内親王) (1078-1144). Saigū
- Príncipe Imperial Taruhito (善仁親王, futuro Emperador Horikawa) (1079-1107)
- Princesa Imperial ?? (禛子内親王) (1081-1156), Tsuchimikado Saiin (土御門斎院)
- Princesa Imperial Miyako (宮子内親王) (1090-¿?). Saiin (斎院)
- Príncipe Imperial y Monje ?? (覚法法親王) (1092-1153) (monje budista)
- Princesa Imperial Junko (恂子内親王) (1093-1132), Higuchi saigū (樋口斎宮)
- Príncipe Imperial y Monje ?? (聖恵法親王) (1094-1137) (monje budista)
- Gyōkei (行慶) (1101-1165) (sumo sacerdote)
- Engyō (円行) (1128-¿?)
- ?? (静證)

Existe una teoría que el Emperador Shirakawa fue el padre de Sutoku Tennō, oficialmente el hijo de Toba Tennō, nieto del Emperador Shirakawa.

### Emperatrices y consortes
- Emperatriz (Chūgū): Fujiwara ?? (藤原賢子) (1057-1084)¸ hija de Minamoto no Akifusa, adoptada por Fujiwara no Morozane; madre del Emperador Horikawa.
- Dama de la Corte: Fujiwara Michiko (藤原道子) (1042-1132), hija de Fujiwara ?? (藤原能長)
- Dama de la Corte: Minamoto ?? (源師子) (1070-1148), hija de Minamoto no Akifusa, esposa de Fujiwara no Tadazane.
- Dama de honor: Fujiwara ?? (藤原佳子)

## Biografía
En sus primeros años, su relación paternal fue muy fría, pero en 1068, cuando su padre Go-Sanjō Tennō asumió el trono, fue proclamado como el Príncipe Imperial Sadahito. Al año siguiente, se convirtió en príncipe heredero.
En 1072 asumió al trono a la edad de 19 años, tras la abdicación de su padre, y fue nombrado como Emperador Shirakawa. Un kanpaku estuvo de regente en sus primeros años, pero cuando su padre murió poco después en el mismo año, intentó gobernar de manera directa regulando el sistema shōen (feudos), con el objetivo de debilitar el sekkan.
El Emperador Go-Sanjō, deseó como su última voluntad que el hermanastro del Emperador Shirakawa, el Príncipe Imperial Makoto lo sucediese al trono. Tras la coronación del Emperador Shirakawa, el Príncipe Imperial Makoto se convirtió en príncipe heredero. El Emperador Shirakawa se opuso a esta acción, pero en 1085, el príncipe murió por una enfermedad, y el hijo del Emperador Shirakawa, el Príncipe Imperial Taruhito se convierte en príncipe heredero.
En 1087, en el mismo día del nombramiento del príncipe heredero, el Emperador Shirakawa abdica a los 34 años, y su hijo asume el trono con el nombre de Emperador Horikawa.
No obstante, el retirado Emperador Shirakawa iniciaría la costumbre del gobierno enclaustrado, en donde el emperador se retiraría a un monasterio budista, pero que aún ejercería una influencia de poder sobre su sucesor. A pesar de este método, los sesshō y kanpaku continuarían como regentes.
El Emperador Shirakawa gobernaría desde el palacio Shirakawa-in. Tras la mayoría de edad del Emperador Horikawa, el Emperador Shirakawa no podía seguir ejerciendo un poder directo, por lo tanto continuó gobernando como un autócrata.
Siendo un fuerte devoto del budismo, tras la muerte de su hija, acudió a un monasterio en 1096, y usa el nombre de Yūkan (融観), y se convertiría en un hōō (法皇), un antiguo emperador que se convierte en un monje budista.
Tras la muerte del Emperador Horikawa, asumiría el trono el Emperador Toba, su hijo. El Emperador Shirakawa mantuvo su régimen de Emperador Enclaustrado durante todo su reinado. Tras la abdicación del Emperador Toba, asume al trono el Emperador Sutoku; y el Emperador Shirakawa mantendría su gobierno enclaustrado hasta su muerte en 1129, a los 76 años. El Emperador Shirakawa mantuvo un gobierno como Emperador Enclaustrado por 41 años durante tres reinados.

## Kugyō
Kugyō (公卿) es el término colectivo para los personajes más poderosos y directamente ligados al servicio del emperador del Japón anterior a la restauración Meiji. Eran cortesanos hereditarios cuya experiencia y prestigio les había llevado a lo más alto del escalafón cortesano.
- Kanpaku: Fujiwara no Norimichi (997-1075)[4]
- Kanpaku: Fujiwara no Morozane (1042-1101)[4]
- Daijō Daijin:
- Sadaijin: Fujiwara no Morozane[4]
- Udaijin:
- Udaijin:
- Nadaijin: Fujiwara no Moroomichi (1062-1099)[4]
- Dainagon: Minamoto no Takakune[5]

## Eras
- Enkyū (1069-1074)
- Jōhō (1074-1077)
- Jōryaku (1077-1081)
- Eihō (1081-1084)
- Ōtoku (1084-1087)

## Sucesión
| Predecesor: Go-Sanjō Tennō | Emperador de Japón 1073-1087 | Sucesor: Horikawa Tennō |

- Datos: Q60949
- Multimedia: Emperor Shirakawa / Q60949